# Подорожник яйцевидный
Подорожник яйцевидный, или Подорожник исфагула (лат. Plantago ovata) — растение семейства Подорожниковые, вид рода Подорожник, произрастающее в Средиземноморье, на Канарских островах, в Индии, Иране, Афганистане, Пакистане и культивируемое в пределах ареала и в Северной Америке.

## Биологическое описание
Небольшое травянистое однолетнее растение. Его семена отличаются от семян других видов подорожника своей окраской. Они не тёмно-бурые, а имеют телесно-розовый оттенок с пурпурной полоской в рубчике.

## Химический состав
Всё растение содержит слизь, которой особенно много в семенах (до 40%), каротин, аскорбиновую кислоту, витамин K, горечи и немного дубильных веществ. Листья растения содержат гликозид аукубин и следы нескольких алкалоидов. Семена растения содержат также жирное масло (до 20%), немного оленоловой кислоты и стероидные сапонины.

## Использование
Семена растения применяются в качестве лёгкого слабительного средства (Ispaghula laxative) при спастических и атонических запорах и как обволакивающее средство при хронических колитах, местных воспалениях и поносах, в диете пациентов с метаболическим синдромом.
Из шелухи семян растения производят муку под название псиллум, которая широко используется в кетогенной диете (low carb).